# Red Channels
Red Channels: A Reportagem da Influência Comunista no Rádio e Televisão foi um tratado anticomunista publicado nos Estados Unidos sob os olhares do Macartismo. Publicado pelo jornal de Direita Counterattack em 22 de junho de 1950, o livro em estilo de panfleto nomeava 151 atores, escritores, músicos, jornalistas e outros no contexto da pretensa manipulação comunista na indústria do entretenimento. Alguns dos 151 nomes já estavam sendo recusados em trabalhos por causa de suas visões políticas, história ou associação com suspeitos subversivos.